# پشت‌پرچمی‌سانان
پشت‌پرچمی‌سانان (نام علمی: Semionotiformes) نام یک راسته از فرورده نیمه‌استخوان‌ماهیان است.